# Santa Bárbara (kommun), Bahia
Santa Bárbara är en kommun i Brasilien.   Den ligger i delstaten Bahia, i den östra delen av landet, 1 100 km öster om huvudstaden Brasília. Antalet invånare är 19 064.
Omgivningarna runt Santa Bárbara är huvudsakligen savann. Runt Santa Bárbara är det ganska tätbefolkat, med 54 invånare per kvadratkilometer.